# 大貞斡
大貞斡（韓語：대정알，?—?），渤海国宗室大臣。大氏。第三世渤海文王大钦茂之子。
“大貞斡”，又作“大貞翰”或“大貞辅”。大興五十四年（791年，唐德宗贞元七年），大钦茂派遣大貞斡朝贡唐朝，请求备宿卫。大興五十六年（793年，唐德宗贞元九年），大钦茂驾薨，大貞斡在唐朝宿卫，大钦茂的族弟大元义继位。大興五十七年（794年，唐德宗贞元十年），大貞斡长兄大宏临的儿子大华玙杀大元义，是为渤海成王。